# Gay-Lussac (månekrater)
Gay-Lussac er et nedslagskrater på Månen. Det befinder sig på Månens forside og er opkaldt efter den franske fysiker Joseph L. Gay-Lussac (1778 – 1850).
Navnet blev officielt tildelt af den Internationale Astronomiske Union (IAU) i 1935. 

## Omgivelser
Gay-Lussackrateret ligger nord for det fremtrædende Copernicuskrater ved den sydlige fod af bjergkæden Montes Carpatus. 

## Karakteristika
Kraterranden i Gay-Lussac er lettere forvredet, men dog generelt cirkulær. Den indre kraterbund er flad, men ujævn, og har ikke nogen central top. Der ligger i stedet et par små kraterfordybninger i kratermidten. Satellitkrateret "Gay-Lussac A" slutter sig næsten til randen mod sydøst.
Sydvest for krateret ligger den brede rille Rima Gay-Lussac, som forløber næsten lineært og danner kurve i hver ende. Den strækker sig over 40 km fra sydvest til nordøst.

## Satellitkratere
De kratere, som kaldes satellitter, er små kratere beliggende i eller nær hovedkrateret. Deres dannelse er sædvanligvis sket uafhængigt af dette, men de får samme navn som hovedkrateret med tilføjelse af et stort bogstav. På kort over Månen er det en konvention at identificere dem ved at placere dette bogstav på den side af satellitkraterets midte, som ligger nærmest hovedkrateret. Gay-Lussackrateret har følgende satellitkratere:
| Gay-Lussac | Længde  | Bredde  | Diameter |
| ---------- | ------- | ------- | -------- |
| A          | 13,2° N | 20,4° V | 15 km    |
| B          | 16,2° N | 21,1° V | 3 km     |
| C          | 15,4° N | 22,5° V | 5 km     |
| D          | 14,6° N | 21,0° V | 5 km     |
| F          | 14,0° N | 19,6° V | 5 km     |
| G          | 13,8° N | 18,9° V | 5 km     |
| H          | 13,4° N | 23,2° V | 5 km     |
| J          | 11,7° N | 21,7° V | 3 km     |
| N          | 12,6° N | 20,9° V | 2 km     |

## Måneatlas
- Billeder af Gay-Lussackrateret i LPI-måneatlasset
- USGS-kort